# Calcestruzzo alleggerito con polistirolo
Il calcestruzzo alleggerito con polistirolo è un miscuglio di cemento composto da inerte leggero (polistirolo e schiuma a base proteica), cemento e un additivo ad azione schiumogeno colloidale. Questa miscela conferisce al massetto elevato potere isolante e notevole leggerezza.

## Composizione
L'impasto viene preparato con l'utilizzo di perle vergini di polistirene da 2 a 4 mm, impastate con acqua e cemento in percentuale variabile in relazione alle esigenze specifiche e pompate direttamente in cantiere con attrezzature adatte.

## Caratteristiche tecniche
- Additivato con schiumogeno neutro
- Medio isolante fonico
- Inalterabilità nel tempo
- Isolante termico
- Leggerezza
- Non infiammabile
- Resistenza alla compressione
- Resistenza al fuoco

## Campi d'impiego
- Incapsulamenti coperture
- Magazzini, officine, laboratori
- Pendenze
- Piano zero
- Piazzali
- Riempimenti
- Riempimenti tra listoni
- Riscaldamenti a pavimento
- Sottotetti non praticati